# ガリバルディ (菓子)

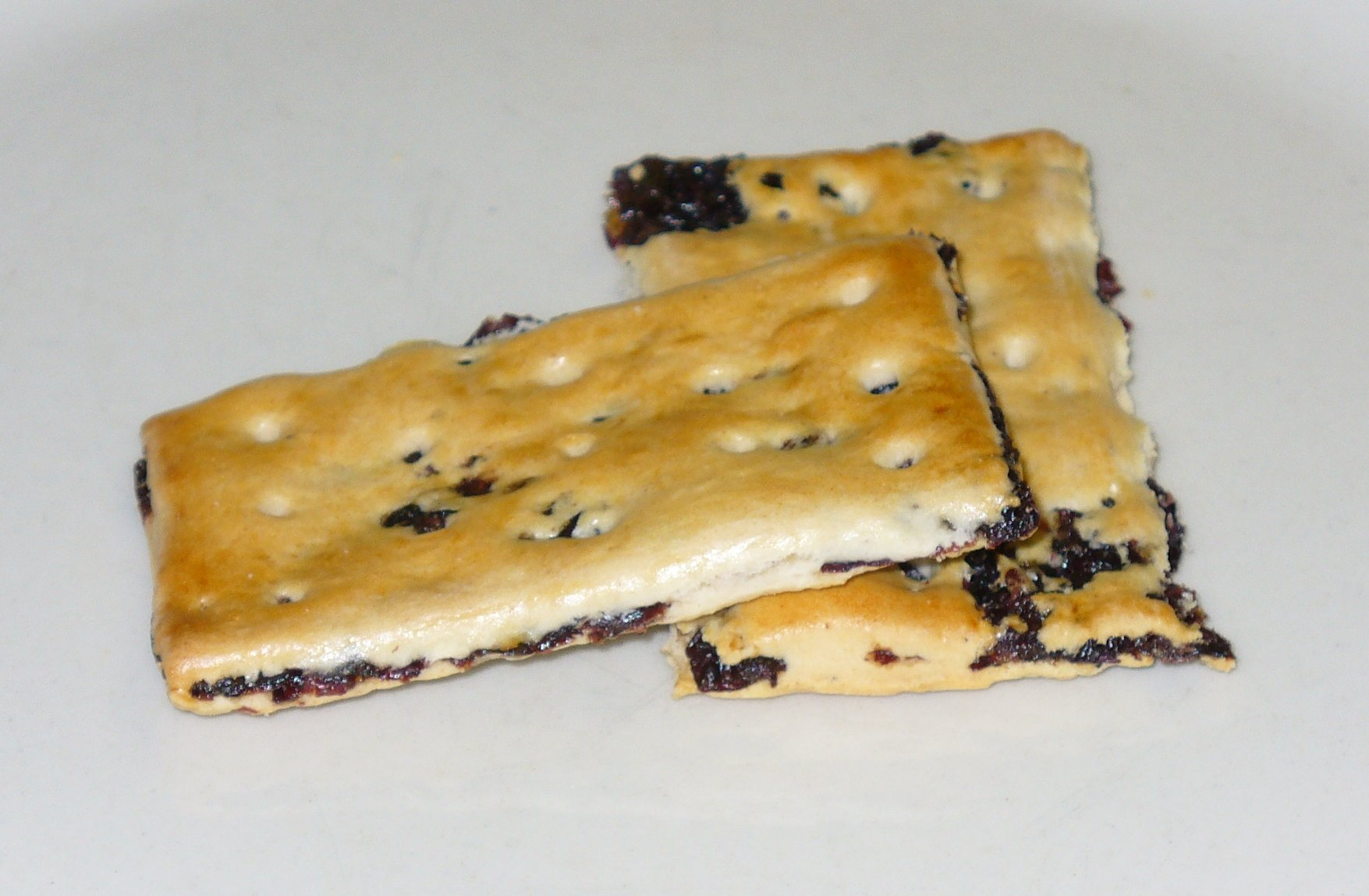
ガリバルディビスケット

ガリバルディ（英語: Garibaldi）、ガリバルディビスケット（英語: Garibaldi biscuit）、またはガルバルジーは、イギリスのビスケット。干しブドウなどのドライフルーツを加えたビスケットで、日本では竹久夢二が好んだことでも知られる。「潰れたハエのビスケット（Squashed fly biscuits）」、「ハエの墓場（Flies' graveyards）」とも呼ばれる。
1861年にビスケット製造会社のピークフリーンズ（ロンドン・バーモントジー）が発売した。ガリバルディはヒット商品となり、ピークフリーンズは躍進を遂げることになる。
名称はジュゼッペ・ガリバルディに由来し、ジュゼッペ・ガリバルディがイギリスを訪れたことを記念して作られた。
類似する日本の菓子製品にオールレーズンがあるが、比較するとガリバルディのほうがやや薄い。